# Ostrowite (powiat Nowomiejski)
Ostrowite (Duits: Ostrowitt) is een dorp in het Poolse woiwodschap Ermland-Mazurië, gelegen in de powiat Nowo Miasto. In 2011 woonden er 501 mensen.

## Geschiedenis
Het dorp bestond waarschijnlijk al in de dertiende eeuw. In 1222 gaf hertog Koenraad van Mazovië aan Ostrowite bisschoppelijke christelijke voorrechten (maar het is niet duidelijk of het dorp document verwijst naar deze Ostrowite of naar een ander dorp met dezelfde naam). Tijdens de Pools-Duitse oorlog, die bekendstaat als de "oorlog van de honger", is het dorp aanzienlijk beschadigd. Dit blijkt uit een opname van de schade van 1414. In de jaren 1422-1424 verleende de Grootmeester van de Duitse Orde Paul von Russdorf aan Ostrowite Maagdenburgse rechten. 
In 1667 werd het dorp verdeeld in 9 adellijke landgoederen. Na de napoleontische oorlogen werd het dorp eigendom van de veldmaarschalk Gebhard Leberecht von Blücher, de Pruisische regering gaf het dorp voor de overwinning bij Waterloo in 1815. In 1885 werd in het dorp de Broederschap  van soberheid opgericht.

## Verkeer en vervoer
- Aan de noordzijde van het dorp ligt een station met treinen tussen Toruń en Iława.

## Sport en recreatie
- Door deze plaats loopt de Europese wandelroute E11. De E11 loopt van Den Haag naar het oosten, op dit moment de grens Polen/Litouwen. Ter plaatse komt de route van zuidwesten van Górale en het Głowinski meer. De route komt bij het station en vervolgt naar het zuidoosten naar Łąkorek.